# سافت مشین
سافت مشین (به انگلیسی: Soft Machine) گروه موسیقی انگلیسی از شهر کنتربری بود. نام گروه برگرفته از کتابی با همین عنوان به نویسندگی ویلیام اس. باروز است. آن‌ها یکی از گروه‌های اصلی کنتربری سین بودند و در ترویج پراگرسیو راک نقش داشتند. هرچند که از لحاظ تجاری نتوانستند موفقیت‌های بزرگی به‌دست آورند، اما وبگاه آل‌میوزیک آن‌ها را «یکی از تاثیرگذارترین گروه‌های زمان خودشان و مشخصاً یکی از آن تاثیرگذاران زیرزمینی» در نظر می‌گیرد.

## سبک
از نظر منتقدان موسیقی سافت مشین دارای المان‌های پراگرسیو راک، راک تجربی، جز راک، جز و سایکدلیک راک است و در واقع قسمتی از جنبش کنتربری سین را تشکیل می‌دهد. هیو هوپر دربارهٔ موسیقی سافت مشین می‌گوید:  «ما آگاهانه موسیقی جز راک نمی‌نواختیم. بیشتر شبیه این بود که نمی‌خواستیم شبیه دیگر گروه‌ها باشیم. قطعا ما دنبال گیتاریست در گروه نبودیم.»